# Nathalia Ramos
Natalia Norah Ramos Cohen (Madrid, 1992. július 7. –) spanyol színésznő.
Kétéves korában elhagyták Spanyolországot és Melbourne-be költöztek. Négyéves korban Miami Beach-re költöztek, azóta is ott él.

## Tanulmányai
Tanulmányait a North Beach Elementary általános iskolában kezdte, Miamiben. Középiskolás éveit a  Nautilus Middle School-ban kezdte de a tavaly a Miami Beach Senior High-ben érettségizett.
jelenleg[mikor?] a USC (University of southern California)-ba jár.

## Filmes karrierje
| Film                      | Eredeti cím          | Év        | Karakter                       | Film/sorozat      |
| ------------------------- | -------------------- | --------- | ------------------------------ | ----------------- |
| Anubisz házának rejtélyei | House of Anubis      | 2011-2012 | Nina Martin                    | Sorozat           |
| -                         | Shadows from the Sky | 2011      | Kate                           | film              |
| -                         | 31 North 62 East     | 2009      | Rachel                         | film              |
| True Jackson              | True Jackson         | 2008      | Dakota North                   | sorozat           |
| Bratz for Real 4          | -                    | 2007      | Yasmine                        | videójáték (hang) |
| Bratz - Talpra csajok     | Bratz                | 2007      | Yasmine                        | film              |
| Az ítélet: család         | Arrested Development | 2005      | Hope Loblaw                    | sorozat           |
|                           | Jack                 | 1999      | Lány az osztályteremben        | sorozat           |
|                           | Cassie diaries       | 2014 - ?  | Cassie Miller, Camile'é Miller | sorozat           |